# Strychnos canthioides
Strychnos canthioides är en tvåhjärtbladig växtart som beskrevs av Leeuwenb.. Strychnos canthioides ingår i släktet Strychnos och familjen Loganiaceae. Inga underarter finns listade i Catalogue of Life.